# Flak-Kaserne Küniglberg
Die Flak-Kaserne Küniglberg war eine im Juni 1938 für die Wehrmacht errichtete Kaserne auf dem 257 Meter hohen Küniglberg im 13. Bezirk in Wien. Der Bau erfolgte bereits bevor der dazu notwendige Grundstückskauf rechtsgültig war. Gleichzeitig mit der Einrichtung begann auch der Bau der Flakkaserne Ludwigsburg.
In der jungen Zweiten Republik wollte das Bundesministerium für Landesverteidigung die Kaserne zur Radarstation ausbauen. Aus Gründen des Landschaftsschutzes wurde dieses Projekt jedoch fallengelassen. An Stelle der Kaserne wurde hier von 1968 bis 1974 das von Roland Rainer entworfene ORF-Zentrum Küniglberg errichtet.